# Princip rytmu
Princip rytmu je ve fotografii jedním ze základních skladebných principů pro uspořádání prvků v obrazu. Rytmus je opakování stejných nebo podobných prvků, tvarů, tónů a barev v určitých odstupech. Pokud jsou odstupy stejné, je rytmus pravidelný, při nestejných nepravidelný. Pro správný dojem rytmu musí být zobrazen určitý počet prvků a jejich odstupy. Závisí i na velikosti a tvaru objektů. Při štíhlých prvcích stačí menší počet než prvků objemných. Zajímavě působí narušení rytmu. Narušení lze docílit například vynecháním opakovaného prvku nebo vložením jiného prvku. Například jeden rozepnutý knoflík v celé řadě na kabátě. 
Tonální (barevný) rytmus znamená opakování stejné tonality (barvy) na několika prvcích v obrazu. Např. modrooký chlapec v modře pruhovaném tričku s modravým pozadím moře.

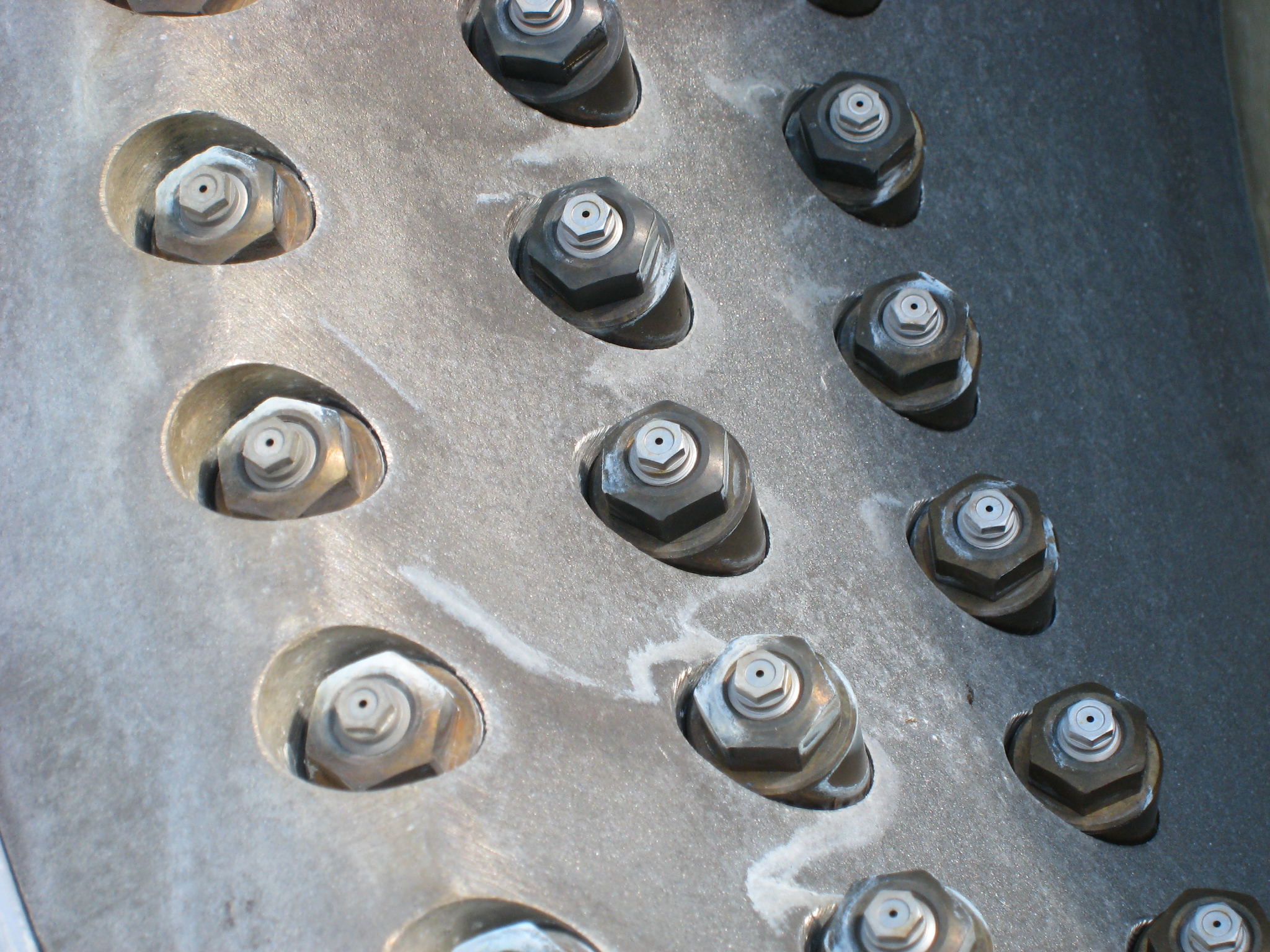
Uzávěr sněžného děla
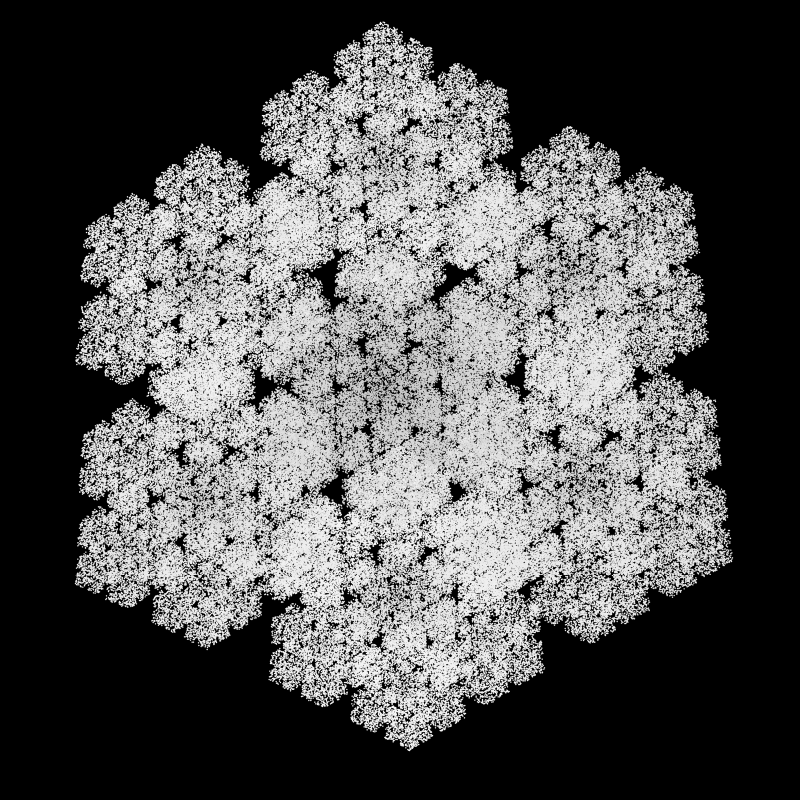
Fraktálová sněhová vločka